# Calcofanita
La calcofanita o calcophanita es un mineral hidróxido de fórmula (Zn,Fe2+,Mn2+)Mn3+3O7·3(H2O).
Fue llamado así en 1875 por Gideon Emmet Moore, a partir del griego χαλκός [chalkos], «latón», y φαίυεσθαι [phainestai], «parecer», en alusión a su cambio de color cuando arde.

## Propiedades
La calcofanita es un mineral azul, negro azulado o negro, opaco, de brillo metálico.
Es blando y se puede rayar con la uña —dureza 2,5 en la escala de Mohs—, siendo flexibles las láminas finas de este mineral. Tiene densidad 3,91 g/cm³.
Cristaliza en el sistema trigonal, clase romboédrica.
Exhibe un fuerte pleocroísmo, en gris y blanco.
En su localidad tipo, la calcofanita contiene un 41% de manganeso, un 17% de zinc y un 6% de hierro.
Es el miembro principal del grupo mineralógico que lleva su nombre (grupo de la calcofanita), siendo los otros miembros la aurorita y la jianshuiíta.

## Morfología y formación

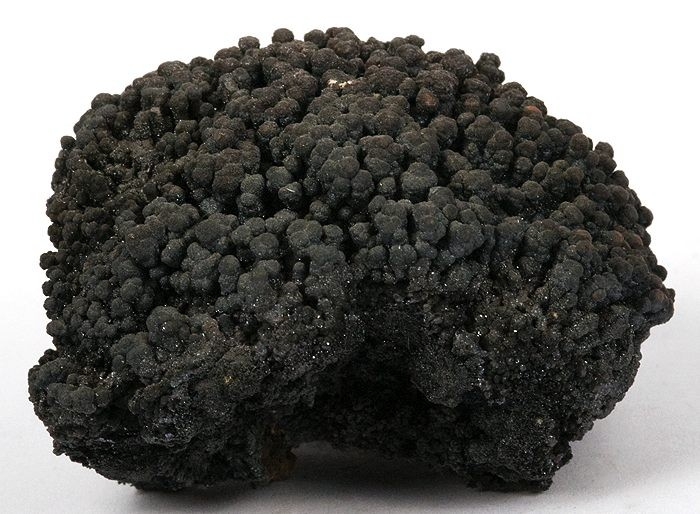
Calcofanita procedente de Bisbee (Arizona)

La calcofanita frecuentemente aparece formando agregados con forma arracimada o semejantes a estalactitas, pero también puede tener aspecto coloforme, granular o masivo.
Cuando se presenta en hábito pseudo-octaédrico puede ser confundida con la hetaerolita, mineral a menudo asociado a la calcofanita.
La calcofanita es un componente común de zonas alteradas encima de depósitos ricos en zinc y manganeso. Entre los minerales asociados a la calcofanita están, además de la ya citada hetaerolita, criptomelano, manganita, birnessita, todorokita, woodruffita y caolinita.

## Yacimientos
En Ogdensburg (Nueva Jersey, Estados Unidos) se emplaza la localidad tipo, encontrándose la calcofanita en una zona de oxidación de un depósito de franklinita y cincita. En Arizona también hay numerosos yacimientos (Bisbee, Hayden, Morenci y la mina Reymert, antigua mina subterránea de Ag-Cu-Au-Pb-Mn-Zn próxima a la población de Superior).
En España hay diversos depósitos de calcofanita, como los de Madridejos (Ciudad Real), Santa Marta (Badajoz) y Viérnoles (Torrelavega, Cantabria), entre otros; este mineral también está presente en varios puntos del Cabezo de San Ginés (sierra minera de Cartagena-La Unión, Murcia).